# Joseph Simon Marie Reynier
Joseph Simon Marie Reynier   (Ais de Provença, 1797 - Ais de Provença, 1874) fou un compositor i organista francès.
A conseqüència de patir la verola als set anys, restà cec, el que no l'impedí ser un gran organista, la fama del qual es va estendre arreu de la Provença. Aprengué, piano, orgue i harmonia amb el mestre Lapierre organista de l'església de l'Esperit Sant, i el 1825 fou a la vegada nomenat organista de la Magdalena.
Deixà diverses composicions religioses, entre elles; tres Stabat Mater, tres misses, peces per a orgue, diversos càntics en lletra francesa o provençal, lletanies, etc...